# Чергау Мик (Алба)
Чергау Мик (рум. Cergău Mic) насеље је у Румунији у округу Алба. Општина се налази на надморској висини од 313 m.

## Становништво
Према подацима из 2002. године у насељу је живело 370 становника, од којих су сви румунске националности.